# 사리원면옥 사건
사리원면옥 사건은 고향이 사리원인 실향민이 설립한 대전광역시에 있는 평양냉면 식당 사리원면옥이 자사의 서비스표를 침해했다고 고향이 사리원인 실향민이 설립한 서울특별시에 있는 불고기 전문점인 사리원불고기에 상호 사용 중지를 요구하자 사리원불고기 측이 사리원면옥 서비스표 등록 무효를 청구한 사건이다. 대법원은 사리원을 현저한 지리적 명칭으로 인정하였다.